# Peder Hansen Resen

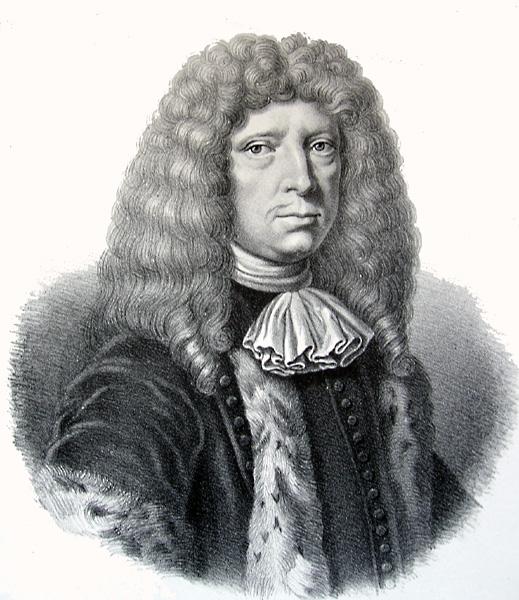
Peder Hansen Resen.

Peder Hansen Resen, auch Petrus Resenius, (* 17. Juni 1625 in Kopenhagen; † 1. Juni 1688 ebenda) war ein dänischer Jurist und Historiker.

## Leben
Peder Hansen Resen war der Sohn des Bischofs Hans Hansen Resen. Nach einer Ausbildung durch Privatlehrer kam er 1641 auf die Vor-Frue-Schule und 1643 auf die Universität Kopenhagen. 1645 bestand er das theologische Examen. 1647 begab er sich ins Ausland. Er hielt sich vier Jahre in Leiden auf, wo er Rechtswissenschaft und Philologie studierte. 1651 ging er für einige Monate nach Paris, dann nach Orléans. Von dort reiste er durch Frankreich und Spanien. Nur die Furcht, von "Türken" entführt zu werden, hielt ihn davon ab, bei Gibraltar nach Afrika überzusetzen. Der Rückweg führte durch Südfrankreich über Genua nach Padua, wo er ein Jahr Rechtswissenschaften studierte. Dort erwarb er sich hohes Ansehen bei seinen Kommilitonen, so dass sie ihn zum Consiliarius nationis Germanicæ jurisconsultorum und zum Vicesyndikus der Universität ernannten. So kam er auch zu einer Audienz beim Dogen und Rat in Venedig. Die Nachricht von der Erkrankung seines Vaters veranlasste ihn zur Heimreise. In Rom erfuhr er von dessen Tod und in Florenz vom Tod seiner Mutter. Er fuhr nach Padua, legte seine Ehrenämter nieder und erhielt im September 1653 den juristischen Doktorgrad. Über Trient, Augsburg, Regensburg, durch Sachsen, Braunschweig und Lüneburg, über Hamburg und Lübeck kam er im November 1653 nach Kopenhagen. Am 8. Juli 1655 heiratete er die zweifache Witwe Anna Meier aus Itzehoe, Tochter eines dort angesehenen Kaufmanns. Die Ehe blieb kinderlos. Sie starb in der Nacht vom 5. auf den 6. Dezember 1689 in Kopenhagen. Er erkrankte an Gicht und starb am 1. Juni 1688.

## Werdegang
Als Mitglied einer in der dortigen Gelehrtenwelt hochangesehenen Familie stand ihm der Zugang zur Professur an der Universität offen. Als 1657 ein Lehrstuhl frei wurde, wurde er zunächst Professor für Ethik, dann auch 1662 für Rechtswissenschaften. 1664 ernannte ihn der König zum Bürgermeister Kopenhagens, 1669 wurde er Assessor am Obersten Gerichtshof Højesteret, wo er 1676 als Richter am Urteil gegen Peder Schumacher Griffenfeld mitwirkte, was ihn sehr bedrückt haben soll, weil dieser ihn sehr gefördert hatte. 1672 wurde er Präsident am Regierungssitz. 1672–1676 war er Mitglied des Staatskollegiums. 1677 wurde er Justizrat, 1680 erhielt er einen Wappenbrief und 1684 wurde er Etatsrat. Er nahm 1680–1681 als Mitglied der dritten Revisionskommission an den Vorarbeiten für das Danske Lov (Dänisches Gesetz) teil. 1683 wurde er von allen Aufgaben außerhalb des Konsistoriums freigestellt.

## Wissenschaftliche Tätigkeit
Er war der Erste, der an der Universität Vorlesungen über dänisches Recht hielt. Als Gebiet seine Vorlegungen nannte er selbst „Chronologia Juris civilis et ecclesiastici“, „Fundamenta juris civilis et canonici“ und „Jurisprudentia Romano-Danica“ oder Des Gesetzes rechte Kenntnis, sowohl nach den römischen als auch nach den dänischen Gesetzesbüchern, und er dachte daran, seine Vorlesungen über das dänische Recht als Text herauszugeben. Sein Interesse galt besonders den alten dänischen Gesetzen, von denen er einige herausgab, so 1675 die norwegische Hirðskrá und das entsprechende dänische Gefolgschaftsrecht mit lateinischer und dänischer Übersetzung, 1683 verschiedene alte Ortsrechte, 1684 eine deutsche Übersetzung des Jütischen Rechts von Hans Krabbe und das Gesetz Christians II. Er war auch der erste, der Hávamál, Völuspá und Snorris Edda, alle mit lateinischer Übersetzung, die Edda auch auf Dänisch, drucken ließ und so zugänglich machte. Er verhalf auch fremden Arbeiten zum Druck, so war die Ausgabe der Völuspá und das „Lexicon Islandicum“ im Wesentlichen die Arbeit Gudmund Andréssons. Auch in seinem Geschichtswerk über Christian II., das er 1680 herausgab, stammt das meiste aus der Hinterlassenschaft von Lyksander. Aber die Finanzierung dieser Werke war schon eine besondere Leistung. Große Bedeutung hat noch sein 1668 herausgegebene Sammlung Inscriptiones Hafnienses. Darin sind auch Nachrichten über Tycho Brahe enthalten.
Sein Hauptwerk, worin er die meiste Energie setzte, ist sein Atlas Danicus. Darin sollte eine Beschreibung aller Orte Dänemarks mit ihrer Geschichte und ihren Denkmälern aufgenommen werden. Schon 1666 war an alle Geistlichen des Landes eine Aufforderung ergangen, entsprechende Informationen zu liefern. Zunächst ging es zwar im Wesentlichen um die Geschichte, aber in weiteren Aufforderungen erbat er sich auch Aufschlüsse über die physischen Verhältnisse der jeweiligen Landschaften, der Fauna und der Flora. Auf der Grundlage dieser berichte, von denen einige noch erhalten sind, arbeitete er diesen Atlas aus, wobei er viele Briefe und Quellen auf Dänisch einfügte. Das Material umfasste am Ende 30 Folianten. Auf dieser Grundlage erstellte er auch viele Karten und Abbildungen, die als Kupfer- oder Holzstiche ausgeführt wurden. Ein solch voluminöses Werk war noch nie erstellt worden, und andere druckten in seinen letzten Lebensjahren Auszüge daraus auf Latein. 1675 und 1677 ließ er als Probedruck die Beschreibungen von Samsø und Kopenhagen erstellen. Mehr ist nie erschienen, obgleich er manche Unterstützung für das Werk erhielt. Nach seinem Tod übertrug seine Witwe die Aufgabe Magister Christen Aarsleb. Da sie aber bald darauf starb und Aarsleb 1692 Pfarrer auf dem Lande wurde, wurde aus dem Vorhaben nichts. Dieses Hauptwerk samt den Gravuren wurde 1728 beim Brand der Universitätsbibliothek ein Opfer der Flammen. Es sind lediglich Abschriften von einigen Kapiteln erhalten.
Er war ein eifriger Sammler von Büchern. An seinem Lebensende vermachte er seine umfangreiche Bibliothek, zu der auch viele Handschriften gehörten, teilweise schon von seinem Großvater gesammelt, der Universitätsbibliothek, wo sie 1728 verbrannte. 1686 gab er ein Verzeichnis der Bücher, ergänzt um viele Lebensbeschreibungen heraus. Aber er verfasste auch eine handschriftliche Sammlung von Dokumenten aus der Geschichte Kopenhagens, die sich nunmehr im Kopenhagener Rathausarchiv und in Vartovs Archiv befinden.